# Мобеж
Мобе́ж (фр. Maubeuge) — місто та муніципалітет у Франції, у регіоні О-де-Франс, департамент Нор. Населення — 29 066 осіб (01.01.2021).
Муніципалітет розташований на відстані близько 200 км на північний схід від Парижа, 80 км на південний схід від Лілля.

## Історія
Перші задокументовані сліди міста датуються приблизно 256 роком нашої ери, коли германські племена франків вийшли до регіону через долини річок Самбр і Мез. Вони проводили свої щорічні  судові засідання Маал(Mahal) у місцині, яку вони називали Боден(Boden), яка, урешті-решт дала місцю проведення цих зборів назву Малбоден. Інша гіпотеза про походження назви міста Мобеж пов'язана з монастирем: вона випливає з ймовірної трансформації за середньовіччя латинської назви абатства - Abbatia Malbodiensis(від давньофранкської назви місцевості - Malboden), коли близько 661 року свята Альдегонда, яка вважається засновницею міста, побудувала там монастир. Мобеж з'являється на печатці міської управи з 1293 року, але лише в п'ятнадцятому столітті ця назва стає остаточна після використання різних варіантів(Melbarium, Villa Malbodiensis, Melbodium, Malbode, Malboege, Melboege, Mabuge, Mabeughe й Mauboege). Спочатку місто входило у склад нинішньої бельгійської провінції Ено. Мобеж неодноразово захоплювали французи, а за французьких королів Людовика XI, Франциска І і Генріха II місто навіть спалювали. Остаточно місто відійшло до Франції за Німвегенським мирним договором в 2-й половині XVII століття.

## Демографія
Динаміка населення ( ):
Розподіл населення за віком та статтю (2006):
| Стать | Всього | До 15 років | 15-24 | 25-44 | 45-64 | 65-85 | Понад 85 |
| --- | ------ | ----------- | ----- | ----- | ----- | ----- | -------- |
| Чоловіки | 15 842 | 3593        | 2734  | 4095  | 3698  | 1604  | 118      |
| Жінки | 16 849 | 3375        | 2601  | 4071  | 4026  | 2455  | 321      |
| \| Статево-вікова піраміда \| Статево-вікова піраміда \| Статево-вікова піраміда \| \| ----------------------- \| ----------------------- \| ----------------------- \| \| Чоловіки \| Вік \| Жінки \| \| 118 \| 85 + \| 321 \| \| 260 \| 80-84 \| 505 \| \| 385 \| 75-79 \| 681 \| \| 440 \| 70-74 \| 657 \| \| 519 \| 65-69 \| 612 \| \| 665 \| 60-64 \| 656 \| \| 1055 \| 55-59 \| 1062 \| \| 966 \| 50-54 \| 1204 \| \| 1012 \| 45-49 \| 1104 \| \| 885 \| 40-44 \| 1010 \| \| 1015 \| 35-39 \| 978 \| \| 1142 \| 30-34 \| 959 \| \| 1053 \| 25-29 \| 1124 \| \| 1340 \| 20-24 \| 1315 \| \| 1394 \| 15-20 \| 1286 \| \| 1171 \| 10-14 \| 1099 \| \| 1184 \| 5-9 \| 1101 \| \| 1238 \| 0-4 \| 1175 \| |        |             |       |       |       |       |          |
| Статево-вікова піраміда |        |             |       |       |       |       |          |
| Чоловіки | Вік    | Жінки       |       |       |       |       |          |
| 118 | 85 +   | 321         |       |       |       |       |          |
| 260 | 80-84  | 505         |       |       |       |       |          |
| 385 | 75-79  | 681         |       |       |       |       |          |
| 440 | 70-74  | 657         |       |       |       |       |          |
| 519 | 65-69  | 612         |       |       |       |       |          |
| 665 | 60-64  | 656         |       |       |       |       |          |
| 1055 | 55-59  | 1062        |       |       |       |       |          |
| 966 | 50-54  | 1204        |       |       |       |       |          |
| 1012 | 45-49  | 1104        |       |       |       |       |          |
| 885 | 40-44  | 1010        |       |       |       |       |          |
| 1015 | 35-39  | 978         |       |       |       |       |          |
| 1142 | 30-34  | 959         |       |       |       |       |          |
| 1053 | 25-29  | 1124        |       |       |       |       |          |
| 1340 | 20-24  | 1315        |       |       |       |       |          |
| 1394 | 15-20  | 1286        |       |       |       |       |          |
| 1171 | 10-14  | 1099        |       |       |       |       |          |
| 1184 | 5-9    | 1101        |       |       |       |       |          |
| 1238 | 0-4    | 1175        |       |       |       |       |          |

## Економіка
2010 року серед 20 201 особи працездатного віку (15—64 років) 12 128 були активними, 8073 — неактивними (показник активності 60,0%, у 1999 році було 58,8%). З 12 128 активних мешканців працювало 8710 осіб (4978 чоловіків та 3732 жінки), безробітними було 3418 (1753 чоловіки та 1665 жінок). Серед 8073 неактивних 2402 особи були учнями чи студентами, 1608 — пенсіонерами, 4063 були неактивними з інших причин.

У 2010 році в муніципалітеті числилось 12482 оподатковані домогосподарства, у яких проживали 30684,0 особи, медіана доходів виносила 11 726,5 євро на одного особоспоживача

## Уродженці
- Бенжамен Павар (*1996) — відомий французький футболіст, захисник.

- Франсіс Жийо (*1960) — відомий у минулому французький футболіст, захисник, згодом — футбольний тренер.